# 僕の部屋で暮らそう
「僕の部屋で暮らそう」（ぼくのへやでくらそう）は、本田美奈子の21枚目のシングル。1995年7月26日にマーキュリーから発売された。規格品番は、PHDL-1037。

## 概要
表題曲「僕の部屋で暮らそう」では、TBS系バラエティー『TICOS』のエンディング・テーマ。

## 収録曲
（全作詞・作曲：宮沢和史）
1. 僕の部屋で暮らそう [5:17]
編曲：宮沢和史
2. かげろう（Re-Mix） [5:29]
編曲：安斎直宗・宮沢和史
3. 僕の部屋で暮らそう（オリジナル・カラオケ） [5:21]

## 収録アルバム
- 晴れ ときどき くもり（#1,2。2はオリジナルバージョン）
- LIFE（#1のみ）
- ANGEL VOICE 〜本田美奈子.メモリアル・ベスト〜（#1のみ）